# 天目山遗址
天目山遗址是一处位于中国江苏省泰州市姜堰区北部的古遗址。于2006年5月被列为全国重点文物保护建筑之一。
遗址位于新通扬运河与姜溱河交汇处，遗址面积60余亩，繁荣期距今约3100年，是一座西周时期的古城。